# Mansfield Town FC
Mansfield Town FC är en engelsk professionell fotbollsklubb i Mansfield, grundad 1897. Hemmamatcherna spelas på One Call Stadium, även kallad Field Mill. Klubbens smeknamn är The Stags. Klubben spelar i League One sedan säsongen 2024/5.

## Historia
Klubben grundades 1897 under namnet Mansfield Wesleyans FC. Efter en mindre namnändring 1906 till Mansfield Wesley FC bytte man 1910 namn till dagens. Klubben valdes in i The Football League inför säsongen 1931/32.
1977 gick Mansfield för första och hittills enda gången upp i näst högsta divisionen, men åkte ur direkt säsongen därpå.
Efter att ha blivit nedflyttade från League Two spelade Mansfield fem säsonger (2008/09 till 2012/13) i Football Conference. Efter att ha blivit mästare i den ligan 2012/13 var klubben tillbaka i The Football Leagues lägsta division League Two.

## Spelartrupp
| 1  | England | Liam Roberts | 21 november 1994 | Millwall (-25)    |
| 12 | Irland  | Owen Mason   | 24 mars 2004     | Mansfield Town FC |

| 2  | England | Kyle Knoyle        | 24 september 1996 | Stockport County (-25)    |
| 3  | Irland  | Stephen McLaughlin | 14 juni 1990      | Southend United (-20)     |
| 4  | Wales   | Elliott Hewitt     | 30 maj 1994       | Grimsby Town (-21)        |
| 5  | Irland  | Ryan Sweeney       | 15 april 1997     | Burton Albion (-25)       |
| 6  | England | Baily Cargill      | 5 juli 1995       | Forest Green Rovers (-23) |
| 20 | England | Frazer Blake-Tracy | 10 september 1995 | Swindon Town (-24)        |
| 23 | England | Deji Oshilaja      | 2 mars 1993       | Burton Albion (-24)       |
| 27 | England | Luke Bolton        | 7 oktober 1999    | Wrexham (-25)             |

| 8  | Wales      | Aaron Lewis         | 26 juni 1998     | Newport County (-23)    |
| 10 | England    | George Maris        | 6 mars 1996      | Cambridge United (-20)  |
| 15 | Nordirland | Jamie McDonnell     | 16 februari 2004 | Nottingham Forest (-25) |
| 21 | England    | Kyle McAdam         | 24 december 2004 | Mansfield Town FC       |
| 22 | Guyana     | Nathan Moriah-Welsh | 18 mars 2002     | Hibernian (-25)         |
| 24 | Skottland  | Regan Hendry        | 21 januari 1998  | Tranmere Rovers (-25)   |
| 25 | England    | Louis Reed          | 25 juli 1997     | Swindon Town (-23)      |

| 9  | England | Jordan Bowery | 2 juli 1991     | Milton Keynes Dons (-20) |
| 11 | Wales   | Will Evans    | 1 juli 1997     | Newport County (-24)     |
| 14 | USA     | Dom Dwyer     | 30 juli 1990    | Oakland Roots (-25)      |
| 18 | England | Rhys Oates    | 4 december 1994 | Hartlepool United (-21)  |
| 28 | Irland  | Joe Gardner   | 6 juni 2005     | Nottingham Forest (-25)  |

Not: Spelare i kursiv stil är inlånade.

### Utlånade spelare
| Nr | Land    | Pos | Namn                                                    |
| -- | ------- | --- | ------------------------------------------------------- |
| —  | England | F   | George Cooper (i Drogheda United till 31 december 2025) |

| Nr | Land | Pos | Namn |
| -- | ---- | --- | ---- |

## Meriter

### Liga
- The Championship eller motsvarande (nivå 2): 21:a 1977/78 (högsta ligaplacering)
- League One eller motsvarande (nivå 3): Mästare 1976/77
- League Two eller motsvarande (nivå 4): Mästare 1974/75
- National League eller motsvarande (nivå 5): Mästare 2012/13
- Midland Football League: Mästare 1923/24, 1924/25, 1928/29
- Central Alliance: Mästare 1919/20

### Cup
- EFL Trophy: Mästare 1986/87

### Webbkällor
- ”History” (på engelska). Mansfield Town FC. https://www.mansfieldtown.net/club/history/. Läst 28 oktober 2018.